# Södertälje pastorat
Södertälje pastorat är ett pastorat inom Svenska kyrkan i Södertälje kontrakt av Strängnäs stift. Pastoratskod: 040607. Pastoratet ligger i Södertälje kommun. Pastoratet bilddades 2014 och omfattar följande församlingar:
- Södertälje församling
- Östertälje församling
- Enhörna församling som tillfördes 1 januari 2019